# Per un milione
Per un milione è un singolo del gruppo musicale italiano Boomdabash, pubblicato il 6 febbraio 2019 come unico estratto dalla riedizione del quinto album in studio Barracuda.

## Descrizione
Unico inedito della riedizione, il brano è stato presentato dal vivo dal gruppo in occasione della loro partecipazione al 69º Festival di Sanremo, classificandosi undicesimo.

## Video musicale
Il video, diretto da Fabrizio Conte, è stato reso disponibile il 5 febbraio 2019 attraverso il canale YouTube del gruppo.

## Tracce
1. Per un milione – 2:54

## Classifiche

### Classifiche settimanali
| Classifica (2019) | Posizione massima |
| ----------------- | ----------------- |
| Italia            | 3                 |

### Classifiche di fine anno
| Classifica (2019) | Posizione |
| ----------------- | --------- |
| Italia            | 8         |